# Acalypha

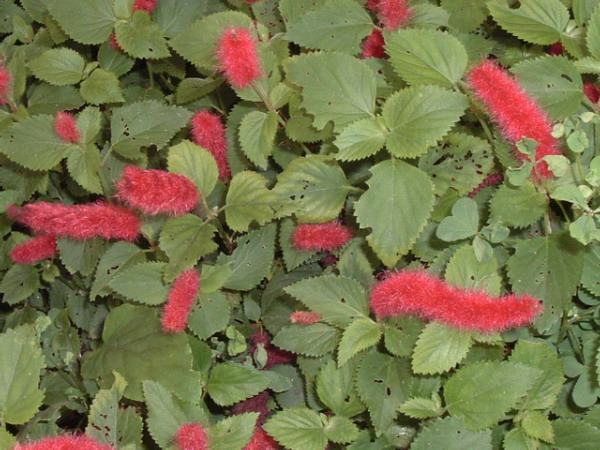
Rabo-de-gato

Acalypha  é um género botânico pertencente à família Euphorbiaceae.
A autoridade científica do género é L., tendo sido descrita em Species Plantarum 2: 1003. 1753.

## Principais espécies
Das 798 espécies, pode-se citar:
- A. abingdonii
- A. abortiva
- A. acapulcensis
- A. accedens
- A. acmophylla
- A. acrogyna
- A. acuminata
- A. acuta
- A. adamsii
- A. adenophora
- A. adenostachya
- A. adenotricha
- A. adscendens
- A. affinis
- A. agrestis
- A. agrimonioides
- A. akoensis
- A. alba
- A. albemarlensis
- A. albicans
- A. alchorneoides
- A. aldabrica
- A. allenii
- A. alexandri
- A. aliena
- A. alnifolia
- A. alopecuroidea
- A. alopecuroides
- A. ambigua
- A. amblyodonta
- A. amboynensis
- A. amentacea
- A. amphigyne
- A. amplexicaulis
- A. ampliata
- A. amplifolia
- A. anadenia
- A. andina
- A. andringitrensis
- A. anemioides
- A. angatensis
- A. angolensis
- A. angustata
- A. angustifolia
- A. angustissima
- A. anisodonta
- A. annobonae
- A. apetiolata
- A. apicalis
- A. apodanthes
- A. arborea
- A. arciana
- A. arcuata
- A. argomulleri
- A. argomuelleri
- A. aristata
- A. aronioides
- A. arvensis
- A. aspericocca
- A. asterifolia
- A. australis
- A. bailloniana
- A. bakeriana
- A. balansae
- A. baenitzii
- A. baroni
- A. baurii
- A. benensis
- A. benguelensis
- A. bequaerti
- A. berteroana
- A. betulaefolia
- A. betulina
- A. betuloides
- A. bilbergiana
- A. bipartita
- A. bisetosa
- A. boehmerioides
- A. boinensis
- A. boiviniana
- A. boliviensis
- A. bopiana
- A. botteriana
- A. brachiata
- A. brachyandra
- A. brachyclada
- A. brachystachya
- A. bracteata
- A. brasiliensis
- A. brevibracteata
- A. brevicaulis
- A. brevipes
- A. brittoni
- A. buchenavii
- A. buchtieni
- A. buddleifolia
- A. bullata
- A. burquezii
- A. bussei
- A. caeciliae
- A. californica
- A. callosa
- A. calyciformis
- A. campylostyla
- A. cancana
- A. canescens
- A. capensis
- A. caperonioides
- A. capillaris
- A. capillipes
- A. capitata
- A. capitellata
- A. carrascoana
- A. cardiophylla
- A. caroliniana
- A. carpinifolia
- A. carthagenensis
- A. carthagenesis
- A. castaneifolia
- A. castroviejoi
- A. castaneifolia
- A. castroviejoi
- A. caturoides
- A. caturus
- A. caucana
- A. caudata
- A. celebica
- A. centromalayca
- A. ceraceo
- A. chamaedrifolia
- A. chariensis
- A. chathamensis
- A. chiapensis
- A. chibomboa
- A. chinensis
- A. chirindica
- A. chlorocardia
- A. chocoana
- A. chordantha
- A. chorisandra
- A. chrysadenia
- A. ciliata
- A. cinnamomifolia
- A. cincta
- A. cinerea
- A. circinnata
- A. claoxyloides
- A. clausseni
- A. clutioides
- A. codonocalyx
- A. coleispica
- A. collina
- A. colombiana
- A. colorata
- A. commersoniana
- A. comonduana
- A. comorensis
- A. compacta
- A. communis
- A. concinna
- A. conferta
- A. confertiflora
- A. consimilis
- A. conspicua
- A. contermina
- A. controversa
- A. corchorifolia
- A. cordata
- A. cordifolia
- A. cordobensis
- A. cordoviensis
- A. corensis
- A. coriifolia
- A. coryloides
- A. crassa
- A. crenata
- A. crenulata
- A. cristata
- A. crockeri
- A. crotonoides
- A. cubensis
- A. cucullata
- A. cuneata
- A. cunninghami
- A. cunninghamii
- A. cuprea
- A. cupricola
- A. cuspidata
- A. cylindrica
- A. dalzellii
- A. deamii
- A. decaryana
- A. decidua
- A. decumbens
- A. delgadoana
- A. delpyana
- A. deltoidea
- A. densiflora
- A. dentata
- A. denudata
- A. depauperata
- A. deppeana
- A. depressa
- A. depressinervia
- A. dewevrei
- A. dictyoneura
- A. diffusa
- A. digyneia
- A. digynostachya
- A. dikuluwensis
- A. diminuta
- A. dimorpha
- A. dioica
- A. discolor
- Acalypha dissitiflora
- A. distans
- A. divaricata
- A. diversifolia
- A. domingensis
- A. douilleana
- A. dregei
- A. dumetorum
- A. dupraeana
- A. echinata
- A. echinus
- A. eckloni
- A. ecuadorica
- A. eggersii
- A. ehretiaefolia
- A. elegantula
- A. elliptica
- A. elizabethae
- A. elizabethiae
- A. elskensi
- A. emirnensis
- A. engleri
- A. entumenica
- A. erecta
- A. eremorum
- A. eriophylla
- A. eriophylloides
- A. erosa
- A. erubescens
- A. erythrostachya
- A. estrellana
- A. eugenifolia
- A. euphrasiostachys
- A. evrardii
- A. exaltata
- A. explorationis
- A. fallax
- A. fasciculata
- A. ferdinandi
- A. fertilis
- A. filifera
- A. filiformis
- A. filipes
- A. fimbriata
- A. finitima
- A. firmula
- A. fissa
- A. flabellifera
- A. flaccida
- A. flagellata
- A. flavescens
- A. flexuosa
- A. floribunda
- A. foliosa
- A. forbesii
- A. formosa
- A. forsteriana
- A. fournieri
- A. fragilis
- A. frederici
- A. friesii
- A. fruticosa
- A. fruticulosa
- A. fryeri
- A. fulva
- A. fuscescens
- A. gagnepaini
- A. gagnepainii
- A. garnieri
- A. gaumeri
- A. gemina
- A. gentryi
- A. gigantesca
- A. gillmanii
- A. giraldii
- A. glabrata
- A. glandulifera
- A. glandulifolia
- A. glandulosa
- A. glechomaefolia
- A. glomerata
- A. glutinosa
- A. godseffiana
- A. gossweileri
- A. goetzei
- A. goudotiana
- A. goyazensis
- A. gracilens
- A. gracilipes
- A. gracilis
- A. grandibracteata
- A. grandidentata
- A. grandifolia
- A. grandis
- A. grandispicata
- A. grantii
- A. granulata
- A. grisea
- A. grisebachiana
- A. grueningiana
- A. guatemalensis
- A. gummifera
- A. hainanensis
- A. hamiltoniana
- A. haploclada
- A. haplostyla
- A. harmandiana
- A. hartwegiana
- A. hassleriana
- A. havanensis
- A. hederacea
- A. helenae
- A. hellwigii
- A. hernandifolia
- A. herzogiana
- A. heterodonta
- A. heteromorpha
- A. heterostachya
- A. hibiscifolia
- A. hicksii
- A. hildebrandtii
- A. hirsuta
- A. hirsutissima
- A. hirta
- A. hispaniolae
- A. hispida
- A. hochstetteriana
- A. hoffmanniana
- A. hookeri
- A. hologyna
- A. holtzii
- A. homblei
- A. hontauyuensis
- A. hotteana
- A. huillensis
- A. humberti
- A. humblotiana
- A. humilis
- A. hutchinsonii
- A. hypogaea
- A. hystrix
- A. illustris
- A. inaequalis
- A. inaequilatera
- A. indica
- A. infesta
- A. infestans
- A. insulana
- A. integrifolia
- A. intermedia
- A. interrupta
- A. irazuensis
- A. jamaicensis
- A. japonica
- A. jardini
- A. jerzedowskii
- A. johnstoni
- A. jubifera
- A. juliflora
- A. juruana
- A. karsteniana
- A. karwinskii
- A. katharinae
- A. kerrii
- A. kilimandscharica
- A. klotzschii
- A. klotzschiana
- A. kotoensis
- A. kraussiana
- A. lacei
- A. lagascana
- A. lagoensis
- A. lagopus
- A. lamiifolia
- A. lanceolata
- A. lancetillae
- A. langiana
- A. languida
- A. lantanaefolia
- A. latifolia
- A. laevifolia
- A. laevigata
- A. laxiflora
- A. lechleri
- A. lehmanniana
- A. leicesterfieldiensis
- A. leonensis
- A. leoni
- A. lepidopagensis
- A. lepinei
- A. lepostachya
- A. leptoclada
- A. leptomyura
- A. leptopoda
- A. leptorhachis
- A. leptostachya
- A. liebmanni
- A. liebmanniana
- A. lignosa
- A. lindeniana
- A. lindheimeri
- A. linearifolia
- A. linostachys
- A. livingstoniana
- A. longe
- A. longestipularis
- A. longifolia
- A. longipes
- A. longipetiolata
- A. longispica
- A. longispicata
- A. lotsii
- A. lovelandii
- A. lucida
- A. luzonica
- A. lyallii
- A. lycioides
- A. lyonsii
- A. macafeeana
- A. maccafeeana
- A. macbridei
- A. macrodonta
- A. macrophylla
- A. macrosperma
- A. macrostachya
- A. macrostachyoides
- A. macrostachyos
- A. macularis
- A. madagascariensis
- A. madreporica
- A. mairei
- A. major
- A. malabarica
- A. mandoni
- A. manniana
- A. mappa
- A. mapirensis
- A. marginata
- A. marissima
- A. martiana
- A. maestrensis
- A. matsudai
- A. matudai
- A. medibracteata
- A. meiodonta
- A. melochiaefolia
- A. membranacea
- A. mentiens
- A. mexicana
- A. meyeri
- A. michoacanensis
- A. micrantha
- A. microcephala
- A. microgyne
- A. microphylla
- A. microstachya
- A. mildbraediana
- A. minahassae
- A. minima
- A. moggii
- A. mogotensis
- A. mollis
- A. mollissima
- A. monococca
- A. monostachya
- A. montevidensis
- A. mortoniana
- A. muelleriana
- A. multicaulis
- A. multifida
- A. multiflora
- A. multipartita
- A. multispicata
- A. muralis
- A. muricata
- A. musaica
- A. mutisii
- A. nana
- A. nematorhachis
- A. nemorum
- A. neocaledonica
- A. neogranatensis
- A. neomexicana
- A. neptunica
- A. nervulosa
- A. nicaraguensis
- A. nigritiana
- A. nitschkeana
- A. noronhae
- A. novo
- A. nubicola
- A. nyasica
- A. oblancifolia
- A. obovata
- A. obscura
- A. obtusa
- A. obtusata
- A. obtusifolia
- A. ocymoides
- A. odorata
- A. oligantha
- A. oligodonta
- A. omissa
- A. oreopola
- A. ornata
- A. ostryaefolia
- A. ovalifolia
- A. ovata
- A. oweniae
- A. oxyodonta
- A. padifolia
- A. pallescens
- A. palmeri
- A. panamensis
- A. pancheriana
- A. paniculata
- A. papillosa
- A. paraguariensis
- A. parvifolia
- A. parvula
- A. pastoris
- A. patens
- A. pauciflora
- A. paucifolia
- A. paupercula
- A. pavoniana
- A. paxii
- A. paxiana
- A. peckoltii
- A. peduncularis
- A. pedunculata
- A. pendula
- A. perrieri
- A. persimilis
- A. peruviana
- A. pervilleana
- A. petiolaris
- A. philippinensis
- A. phleoides
- A. phliana
- A. phyllonomifolia
- A. pilifera
- A. pilocardia
- A. pilosa
- A. pinnata
- A. pippenii
- A. piperoides
- A. pittieri
- A. platyodonta
- A. platyphylla
- A. pleiogyne
- A. plicata
- A. pohliana
- A. poiretii
- A. polymorpha
- A. polynema
- A. polynesiaca
- A. polystachya
- A. ponapensis
- A. popayanensis
- A. porcina
- A. porphyrantha
- A. portoricensis
- A. pringlei
- A. protracta
- A. pruinosa
- A. prunifolia
- A. pruriens
- A. pseudalopecuroides
- A. pseudovagans
- A. psilostachya
- A. psilostachyoides
- A. pubiflora
- A. pulchrespicata
- A. punctata
- A. purpurascens
- A. purpusii
- A. pycnantha
- A. pygmaea
- A. racemosa
- A. radians
- A. radicans
- A. radinostachya
- A. radula
- A. rafaelensis
- A. raivavensis
- A. rapensis
- A. reflexa
- A. rehmanni
- A. reniformis
- A. repanda
- A. reptans
- A. reticulata
- A. retifera
- A. rhombifolia
- A. rhomboidea
- A. richardiana
- A. riedeliana
- A. rivularis
- A. rottleroides
- A. rotundifolia
- A. rubra
- A. rubrinervis
- A. rubroserrata
- A. ruderalis
- A. rugosa
- A. ruiziana
- A. rupestris
- A. rusbyi
- A. sabulicola
- A. salicifolia
- A. salicioides
- A. salvadorensis
- A. salviaefolia
- A. samydaefolia
- A. sanderi
- A. santae
- A. saxicola
- A. scabra
- A. scabrosa
- A. scandens
- A. schiedeana
- A. schimpffii
- A. schinzii
- A. schlechtendahliana
- A. schlechtendaliana
- A. schlechteri
- A. schlumbergeri
- A. schneideriana
- A. schreiteri
- A. schultesii
- A. scleroloba
- A. scleropumila
- A. scutellariifolia
- A. segetalis
- A. sehnemii
- A. seleriana
- A. seemanni
- A. seminuda
- A. senegalensis
- A. senensis
- A. senilis
- A. septemloba
- A. serratifolia
- A. sericea
- A. sessilifolia
- A. sessilis
- A. setosa
- A. shirensis
- A. siamensis
- A. sidaefolia
- A. sidifolia
- A. sigensis
- A. silvestrii
- A. similis
- A. simplicissima
- A. skutchii
- A. sogerensis
- A. somalensis
- A. somalium
- A. sonderi
- A. sonderiana
- A. soratensis
- A. spachiana
- A. spectabilis
- A. sphenophylla
- A. spicata
- A. spiciflora
- A. spicigera
- A. spinescens
- A. squarrosa
- A. stachyura
- A. stellata
- A. stellipila
- A. stenoloba
- A. stenophylla
- A. stipulacea
- A. stipularis
- A. stokesii
- A. stokesiae
- A. stricta
- A. striolata
- A. strobilifera
- A. stuhlmannii
- A. subandina
- A. subcastrata
- A. subcinerea
- A. subintegra
- A. subsana
- A. subscandens
- A. subsessilis
- A. subterranea
- A. subtomentosa
- A. subbullata
- A. subvillosa
- A. subviscida
- A. suirebiensis
- A. supera
- A. swallowensis
- A. swynnertonii
- A. synoica
- A. szechuanensis
- A. tabascensis
- A. tacanensis
- A. taiwanensis
- A. tamaulipasensis
- A. tarapotensis
- A. tenera
- A. tenuicauda
- A. tenuicaulis
- A. tenuifolia
- A. tenuipes
- A. tenuiramea
- A. tenuis
- A. teusczii
- A. tiliaefolia
- A. tomentosa
- A. tomentosula
- A. torta
- A. totonaca
- A. tracheliifolia
- A. trachyloba
- A. transvaalensis
- A. tricholoba
- A. tricolor
- A. trilaciniata
- A. triloba
- A. triplinervia
- A. tristis
- A. triumphans
- A. trukensis
- A. tubuaiensis
- A. tunguraguae
- A. uleana
- A. ulei
- A. ulmifolia
- A. umbrosa
- A. unibracteata
- A. urophylla
- A. urostachya
- A. urticaefolia
- A. urticifolia
- A. urticoides
- A. vagans
- A. vahliana
- A. vallartae
- A. variabilis
- A. variegata
- A. vedeliana
- A. velamea
- A. velutina
- A. venezuelica
- A. venosa
- A. verbenacea
- A. vermifera
- A. veronicoides
- A. vestita
- A. villicaulis
- A. villosa
- A. vincentina
- A. virgata
- A. virginica
- A. volkensii
- A. vulneraria
- A. wallichii
- A. wallichiana
- A. warburgii
- A. websteri
- A. weddelliana
- A. weinlandii
- A. welwitschiana
- A. wightiana
- A. wigginsii
- A. wilderi
- A. williamsii
- A. wilkesiana
- A. wilmsii
- A. wui
- A. yucatanense
- A. yucatanensis
- A. zambesica
- A. zeyheri
- A. zeylanica
- A. zollingeri

## Classificação do gênero
| Sistema | Classificação                      | Referência               |
| ------- | ---------------------------------- | ------------------------ |
| Linné   | Classe Monoecia, ordem Monadelphia | Species plantarum (1753) |